# Saint-Germain-des-Prés Café 10
Saint-Germain-des-Prés Café Vol. 10 est la dixième compilation Saint-Germain-des-Prés Café parue en 2008.

## Liste des titres
| 1.  | On A Cloud              | Karma & Ppp                                    |  |
| 2.  | Memories                | Waldeck                                        |  |
| 3.  | Light My Fire           | Shirley Bassey                                 |  |
| 4.  | Little Bit Of Feel Good | Jamie Lidell                                   |  |
| 5.  | Ease My Mind            | Fat Lip & Jazz Liberatorz & Omni & Tre Hardson |  |
| 6.  | Ma Soucouyant           | Slow Train Soul                                |  |
| 7.  | My Mama Said            | St Germain                                     |  |
| 8.  | Break On Through        | Dj Disse                                       |  |
| 9.  | If This Ain'T Love      | Nicole Willis & The Soul Investigators         |  |
| 10. | Things We Do            | Soulard Sound                                  |  |
| 11. | Indigo Blues            | Llorca                                         |  |
| 12. | No Need To Rumble       | Nekta                                          |  |
| 13. | Relaxin At Club Fuckin  | Koop                                           |  |
| 14. | Forefathers             | Marcina Arnold                                 |  |
| 15. | Enchant Me              | The Amalgamation Of Souldz                     |  |
| 16. | Take Three              | Club Des Belugas                               |  |
| 17. | Brotha                  | Jill Scott                                     |  |
| 18. | Sweet Dreams            | Terez Montcalm                                 |  |

| 1.  | Melodious Wayfarer  | The Quantic Soul Orchestra |  |
| 2.  | Soundcheckin'       | Milez Benjiman             |  |
| 3.  | Life, Rain, Fall    | Tm Juke                    |  |
| 4.  | Cuidad Del Swing    | Flower Inferno & Quantic   |  |
| 5.  | It'S Real           | Hot And Brass Band         |  |
| 6.  | Arroz Com Feijao    | Saravah Soul               |  |
| 7.  | All That            | Lizzy Parks                |  |
| 8.  | One Man Entourage   | The Bamboos                |  |
| 9.  | Sound Of Everything | Alice Russell & Quantic    |  |
| 10. | Wildflower          | Nostalgia 77               |  |